# برنارد وليامز
برنارد وليامز (بالفرنسية: Bernard Williams)‏ (25 أغسطس 1908 دبلن جمهورية أيرلندا - 1 يناير 2004) هو لاعب كرة قدم فرنسي سابق كان يلعب كمهاجم.

## روابط خارجية
- برنارد وليامز على موقع قاعدة بيانات كرة القدم.إي يو (الإنجليزية)